# Лорейн (округ Кембрія, Пенсільванія)
Лорейн (англ. Lorain) — місто (англ. borough) в США, в окрузі Кембрія штату Пенсільванія. Населення — 589 осіб (2020).

## Географія
Лорейн розташований за координатами 40°17′46″ пн. ш. 78°53′46″ зх. д. / 40.29611° пн. ш. 78.89611° зх. д. (40.296061, -78.896115).  За даними Бюро перепису населення США в 2010 році місто мало площу 0,88 км², уся площа — суходіл.

## Демографія
Згідно з переписом 2010 року, у селищі мешкало 759 осіб у 338 домогосподарствах у складі 194 родин. Густота населення становила 865 осіб/км².  Було 366 помешкань (417/км²).
Расовий склад населення:
| - 94,7 % — білих - 2,4 % — чорних або афроамериканців - 0,4 % — корінних американців - 0,3 % — азіатів |

До двох чи більше рас належало 2,2 %. Частка іспаномовних становила 0,5 % від усіх жителів.
За віковим діапазоном населення розподілялося таким чином: 23,1 % — особи молодші 18 років, 59,2 % — особи у віці 18—64 років, 17,7 % — особи у віці 65 років та старші. Медіана віку мешканця становила 41,7 року. На 100 осіб жіночої статі у селищі припадало 94,6 чоловіків;  на 100 жінок у віці від 18 років та старших — 94,0 чоловіків також старших 18 років.
Середній дохід на одне домашнє господарство  становив 48 337 доларів США (медіана — 38 173), а середній дохід на одну сім'ю — 59 855 доларів (медіана — 53 365). Медіана доходів становила 45 000 доларів для чоловіків та 25 417 доларів для жінок. За межею бідності перебувало 14,1 % осіб, у тому числі 20,4 % дітей у віці до 18 років та 17,2 % осіб у віці 65 років та старших.
Цивільне працевлаштоване населення становило 372 особи. Основні галузі зайнятості: освіта, охорона здоров'я та соціальна допомога — 30,4 %, роздрібна торгівля — 11,8 %, мистецтво, розваги та відпочинок — 11,0 %.